# Bezirk Payerne
Der Bezirk Payerne (französisch District de Payerne) war bis zum 31. August 2006 eine Verwaltungseinheit im Kanton Waadt in der Schweiz. Hauptort war Payerne. Der Bezirk war in die drei Kreise (französisch cercles) Granges-près-Marnand, Payerne und Grandcour aufgeteilt.
Der Bezirk bestand aus 18 Gemeinden, war 106,76 km² gross und zählte 14'830 Einwohner (Ende 2006).
| Name der Gemeinde      | Einwohner (31. Dez. 2006) | Fläche in km² | Einw. pro km² | Kreis (Cercle)       |
| ---------------------- | ------------------------- | ------------- | ------------- | -------------------- |
| Chevroux               | 383                       | 3,40          | 113           | Grandcour            |
| Corcelles-près-Payerne | 1'850                     | 12,12         | 153           | Grandcour            |
| Grandcour              | 762                       | 10,20         | 75            | Grandcour            |
| Missy                  | 277                       | 3,11          | 89            | Grandcour            |
| Cerniaz                | 53                        | 1,77          | 30            | Granges-près-Marnand |
| Champtauroz            | 124                       | 3,05          | 41            | Granges-près-Marnand |
| Combremont-le-Grand    | 283                       | 6,61          | 43            | Granges-près-Marnand |
| Combremont-le-Petit    | 381                       | 5,73          | 66            | Granges-près-Marnand |
| Granges-près-Marnand   | 1'200                     | 6,95          | 173           | Granges-près-Marnand |
| Henniez                | 240                       | 2,61          | 92            | Granges-près-Marnand |
| Marnand                | 151                       | 2,24          | 67            | Granges-près-Marnand |
| Sassel                 | 156                       | 3,35          | 47            | Granges-près-Marnand |
| Seigneux               | 287                       | 3,72          | 77            | Granges-près-Marnand |
| Treytorrens (Payerne)  | 118                       | 3,07          | 38            | Granges-près-Marnand |
| Villars-Bramard        | 120                       | 3,20          | 38            | Granges-près-Marnand |
| Villarzel              | 368                       | 7,66          | 48            | Granges-près-Marnand |
| Payerne                | 7'844                     | 24,18         | 324           | Payerne              |
| Trey                   | 233                       | 3,79          | 61            | Payerne              |
| Bezirk Payerne (18)    | 14'830                    | 106,76        | 139           | (3)                  |

## Veränderungen im Gemeindebestand

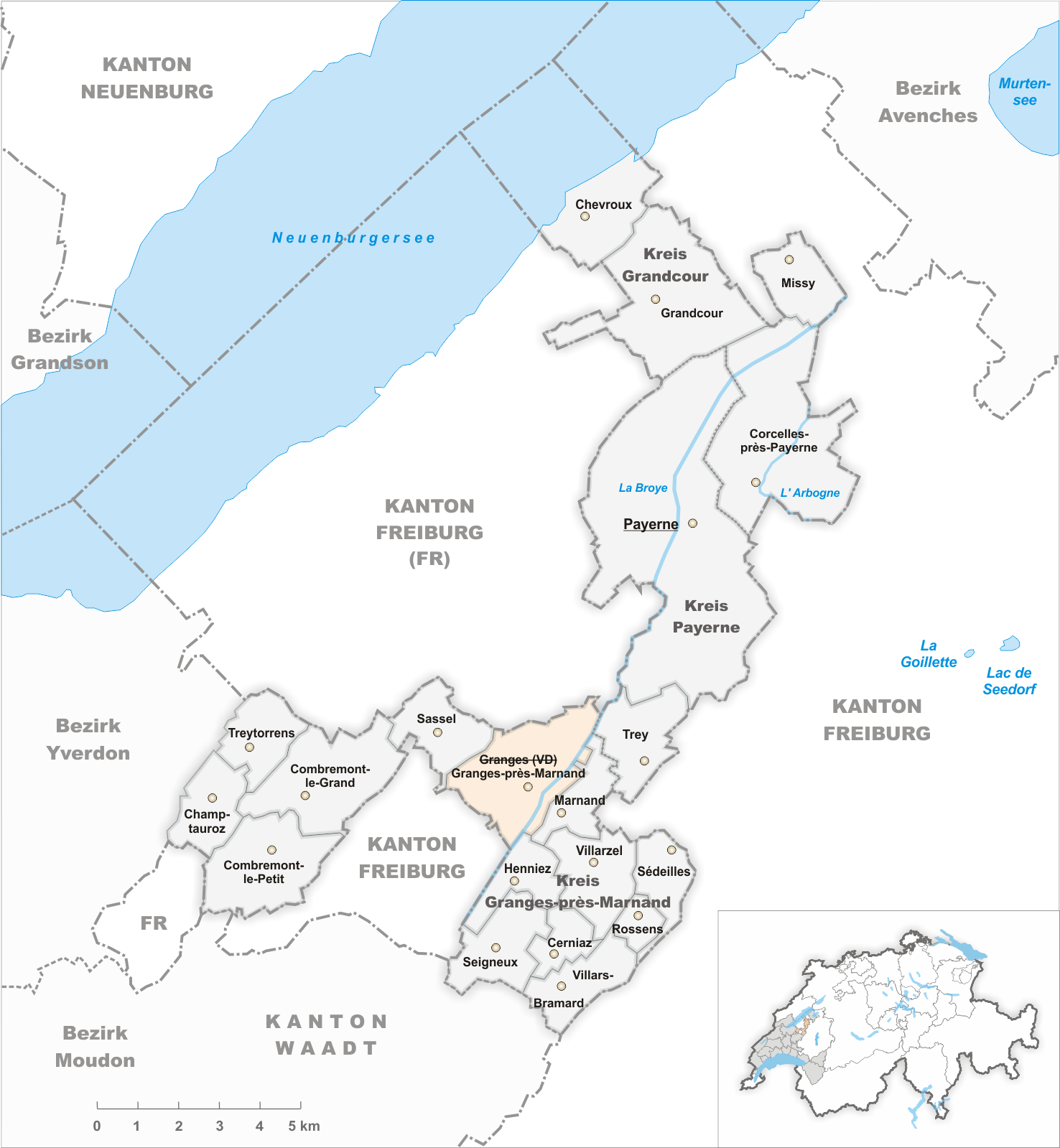
Gemeinden bis 1952
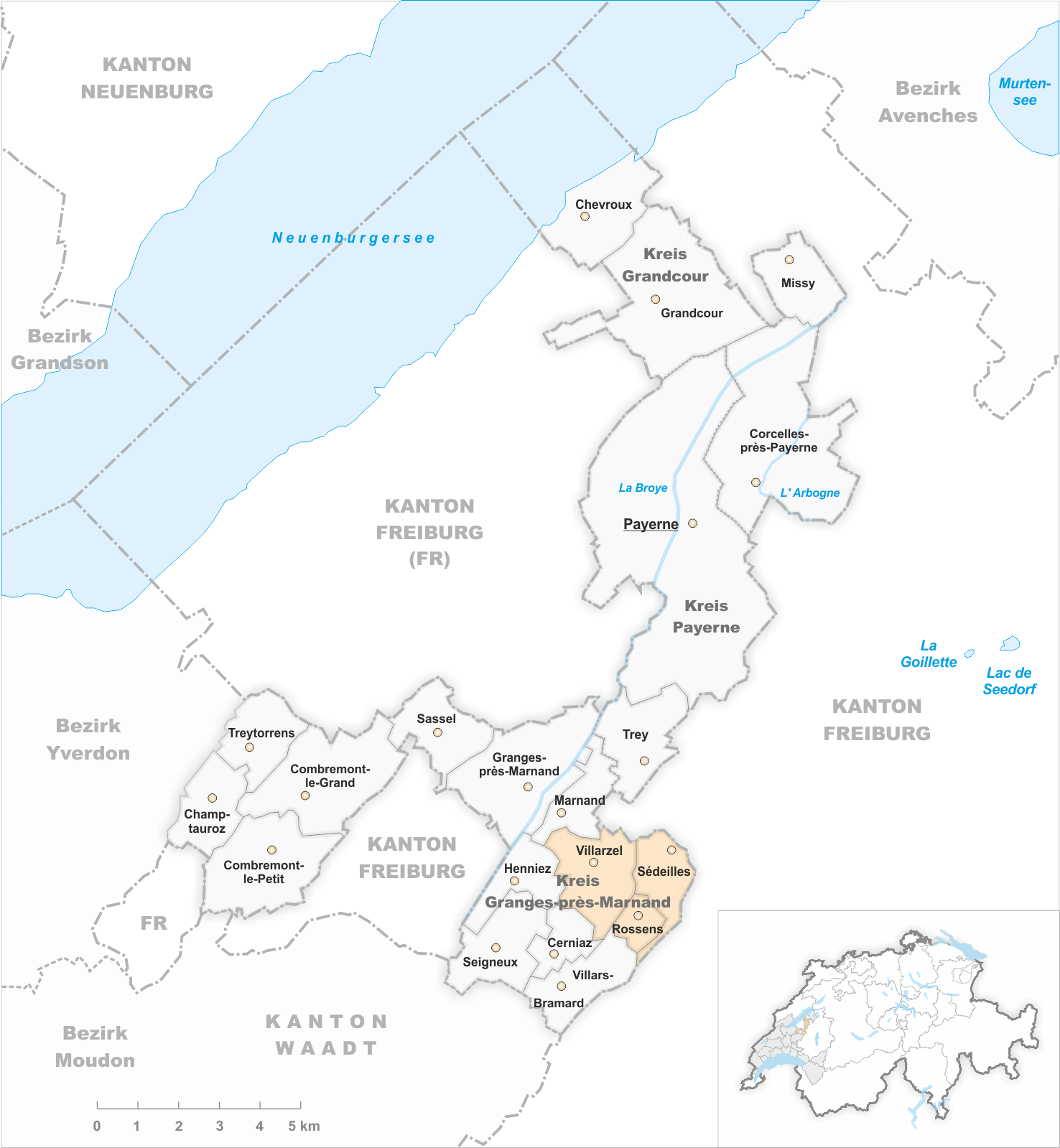
Gemeinden bis 2006
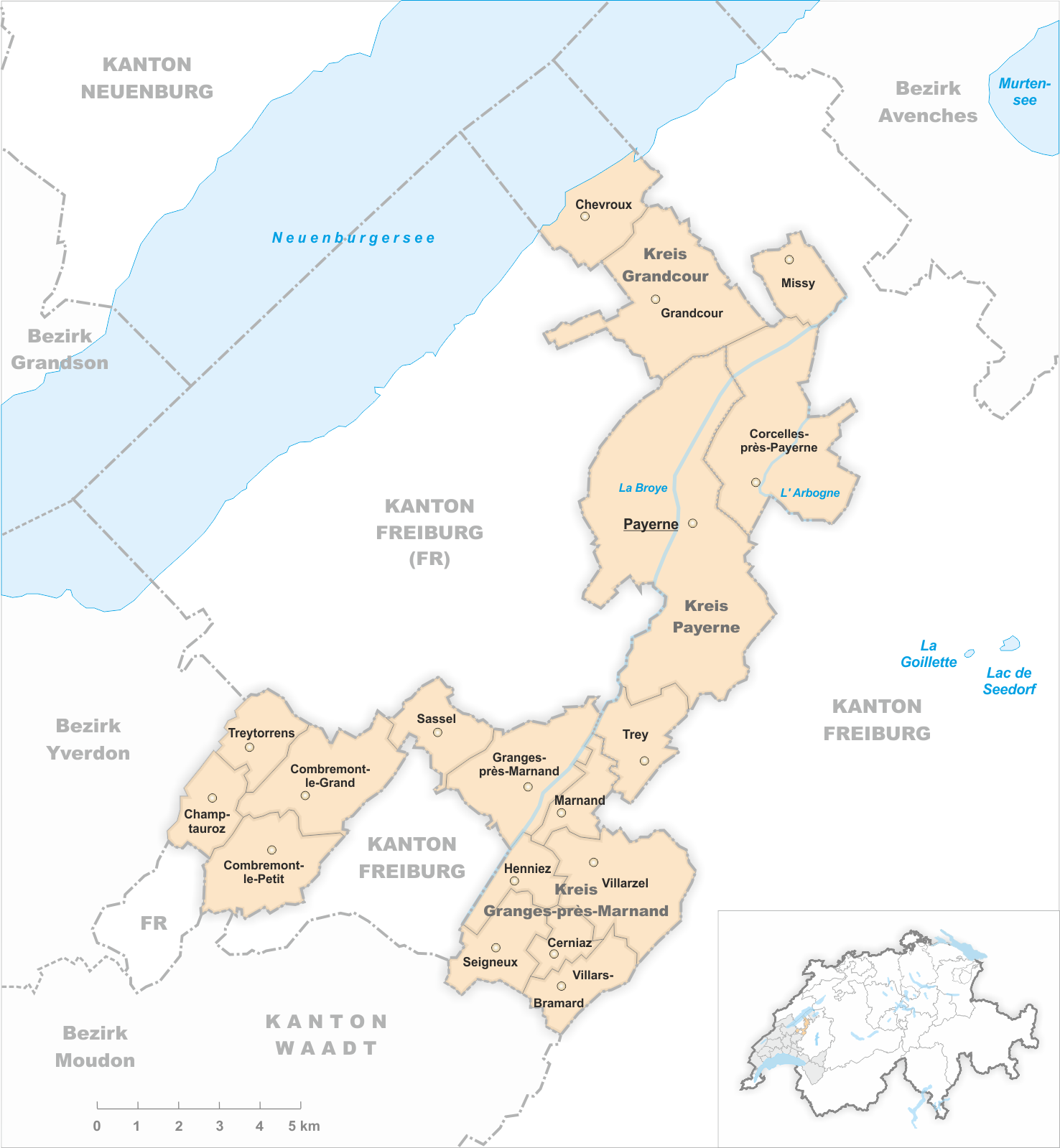
Gemeinden bis 2006

- 1. Januar 1953: Namensänderung von Granges VD → Granges-près-Marnand
- 1. Juli 2006: Fusion Rossens, Sédeilles und Villarzel → Villarzel
- 1. September 2006: Bezirkswechsel aller Gemeinden des Bezirks Payerne → Bezirk Broye-Vully